# Канмор
Канмор (Кенмор, Кэнмор) — город на юго-западе провинции Альберта (Канада) с постоянным населением 12 005 человек (по результатам муниципальной переписи 2008 года). Ещё 5567 человек, что составляет 31,6 % от общего населения, не живут в Канморе постоянно. По данным опроса непостоянных резидентов города за 2011 год, 54 % из них проводят в Канморе от 1 до 4 месяцев в году, и 59 % из них использует услуги местных агентств по управлению недвижимостью. Таким образом, общее население города — 17 672 человека. Муниципальный статус (малого) города Канмор получил в 1965 году.
Канмор расположен в области Калгари, в 81 км на запад от города Калгари (104 км по Трансканадскому шоссе (Trans Canada Highway), которая пересекает город) в долине Боу (Bow Valley). Долина получила своё название от реки Боу (Bow River), которая протекает через город.
Канмор окружён горами, самая известная из которых — Три-Систерс, имеющая 3 вершины (2936 м, 2769 м, 2694 м). Также из города видны горы Гротто (Grotto Mountain, 2706 м), Лед-Макдоналд (Mount Lady Macdonald, 2606 м), Лоренс-Грасси (Mount Lawrence Grassi, 2685 м) и Ха-Линг (Ha Ling (Chinaman) Peak, 2407 м).
Климат Канмора сухой и относительно мягкий по сравнению с другими регионами Канады. Самый холодный месяц — январь со средней температурой −4,6 °С. Для зимы, которая длится с ноября по март, характерен большой процент солнечных дней. Лето короткое со средней температурой от 18 °С до 22 °С. В среднем в этой местности 330 солнечных дней в году. С середины мая по начало июня обычно идут дожди.
Канмор расположен на самой границе национального парка Банф, благодаря которому в городе развита туристская индустрия. Так, основное развитие Канмора произошло в связи с началом строительства в 1992 году гольф-курортов Three Sisters Golf Resorts, хотя это было предметом дебатов экологических групп, заявлявших, что строительство ухудшит доступность (фрагментирует) важных коридоров миграции диких животных в долине Боу.